# Tschumakow (Adygeja)
Tschumakow (russisch Чумаков) ist ein Dorf (chutor) in Südrussland. Es gehört zur Republik Adygeja und hat 78 Einwohner (Stand 2019). Im Ort gibt es 1 Straße.

## Geographie
Das Dorf liegt am rechten Ufer des Flusses Belaja, 14 km südwestlich von Krasnogwardeiskoje (dem Verwaltungszentrum des Bezirks) auf der Straße. Adamy ist der nächstgelegene ländliche Ort.